# Ana Guevara
Ana Guevara, właśc. Ana Gabriela Guevara Espinoza (ur. 4 marca 1977 w Nogales) – meksykańska lekkoatletka,
specjalizująca się w biegu na 400 metrów.

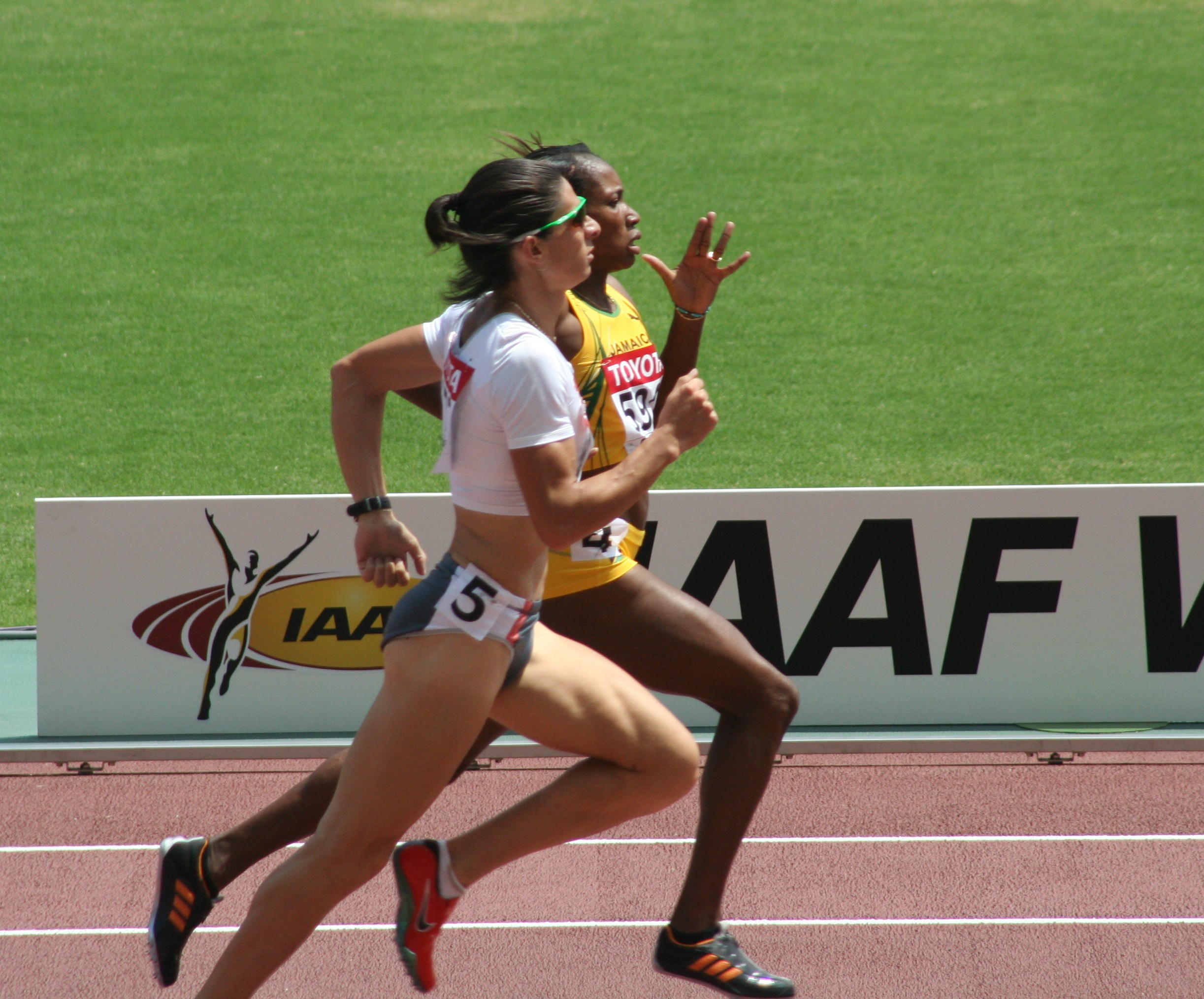
Ana Guevara (z numerem 5) podczas Lekkoatletycznych Mistrzostw Świata w Osace, 2007

W 1999 roku zwyciężyła w biegu na 400 metrów na Igrzyskach Panamerykańskich w Winnipeg. Zwyciężała w tych zawodach trzykrotnie.
Na olimpiadzie w Sydney w 2000 roku przybiegła na piątym miejscu. 27 sierpnia 2003 roku w Paryżu poprawiła swój rekord życiowy, przebiegając dystans 400 metrów w czasie 48.89 sekund. W 2001 roku zdobyła brązowy medal na mistrzostwach świata w lekkoatletyce w Edmonton. W 2002 i 2003 roku wygrała cykl Golden League, a także zwyciężyła w 30 kolejnych biegach. Na igrzyskach w Atenach w 2004 roku zdobyła srebrny medal. W 2005 roku zdobyła brązowy medal na mistrzostwach świata w lekkoatletyce w Helsinkach. W biegach sztafetowych nie odnosiła tak spektakularnych sukcesów, głównie z powodu niskiego poziomu biegów sprinterskich wśród Meksykanek. Jej największymi sukcesami w tej konkurencji były trzy finały Igrzysk Panamerykańskich (7 w 1999, 4 w 2003, oraz 2 wraz z Marią Teresą Ruguerio, Gabrielą Mediną i Zudikey Rodriguez w 2007). Zajęła również 8. miejsce w finale mistrzostw świata w 2007 roku, ze sztafetą 4 × 400 metrów (skład Medina, Rodriguez, Vella). W styczniu 2008 zrezygnowała z wyczynowego uprawiania sportu. W 2009 zajęła się polityką. Została członkinią partii PRD i obecnie, od 2012 roku, jest senatorem w meksykańskim parlamencie.

## Osiągnięcia sportowe

### Igrzyska olimpijskie
| Miejsce | Dzień       | Rok  | Miejscowość | Konkurencja        | Czas biegu  | Strata   | Zwycięzca                |
| ------- | ----------- | ---- | ----------- | ------------------ | ----------- | -------- | ------------------------ |
| 5.      | 25 września | 2000 | Sydney      | bieg na 400 m      | 49,96 s     | + 0,85 s | Cathy Freeman            |
| 2.      | 24 sierpnia | 2004 | Ateny       | bieg na 400 m      | 49,56 s     | + 0,15 s | Tonique Williams-Darling |
| 11.     | 27 sierpnia | 2004 | Ateny       | Sztafeta 4 × 400 m | 3:27,88 min | –        | Stany Zjednoczone        |

### Mistrzostwa świata
| Miejsce | Dzień       | Rok  | Miejscowość | Konkurencja        | Czas biegu  | Strata    | Zwycięzca                |
| ------- | ----------- | ---- | ----------- | ------------------ | ----------- | --------- | ------------------------ |
| 12.     | 24 sierpnia | 1999 | Sewilla     | bieg na 400 m      | 50,70 s     | –         | Cathy Freeman            |
| 3.      | 7 sierpnia  | 2001 | Edmonton    | bieg na 400 m      | 49,97 s     | + 0,11 s  | Amy Mbacké Thiam         |
| 1.      | 27 sierpnia | 2003 | Paryż       | bieg na 400 m      | 48,89 s     | –         | –                        |
| 10.     | 30 sierpnia | 2003 | Paryż       | Sztafeta 4 × 400 m | 3:29,74 min | –         | Stany Zjednoczone        |
| 3.      | 10 sierpnia | 2005 | Helsinki    | bieg na 400 m      | 49,81 s     | + 0,26 s  | Tonique Williams-Darling |
| 4.      | 29 sierpnia | 2007 | Osaka       | bieg na 400 m      | 50,16 s     | + 0,55 s  | Christine Ohuruogu       |
| 8.      | 2 września  | 2007 | Osaka       | sztafeta 4 × 400 m | 3:29,14 min | + 10,59 s | Stany Zjednoczone        |

### Igrzyska panamerykańskie
| Miejsce | Dzień      | Rok  | Miejscowość    | Konkurencja        | Czas biegu  | Strata   | Zwycięzca         |
| ------- | ---------- | ---- | -------------- | ------------------ | ----------- | -------- | ----------------- |
| 1.      | 25 lipca   | 1999 | Winnipeg       | bieg na 400 m      | 50,91 s     | –        | –                 |
| 7.      | 30 lipca   | 1999 | Winnipeg       | sztafeta 4 × 400 m | 3:35,86 min | + 9,16 s | Kuba              |
| 1.      | 8 sierpnia | 2003 | Santo Domingo  | bieg na 400 m      | 50,36 s     | –        | –                 |
| 4.      | 9 sierpnia | 2003 | Santo Domingo  | sztafeta 4 × 400 m | 3:28,23 min | + 1,83 s | Stany Zjednoczone |
| 1.      | 25 lipca   | 2007 | Rio de Janeiro | bieg na 400 m      | 50,34 s     | –        | –                 |
| 2.      | 28 lipca   | 2007 | Rio de Janeiro | sztafeta 4 × 400 m | 3:27,75 min | + 0,24 s | Kuba              |